# Copa do Brasil 2006
Der Copa do Brasil 2006 war die 18. Austragung dieses nationalen Fußball-Pokal-Wettbewerbs in Brasilien. Die Copa wurde vom Brasilianischen Sportverband, dem CBF, ausgerichtet. Der Pokalsieger war als Teilnehmer an der Copa Libertadores 2007 qualifiziert.

## Saisonverlauf
Der Wettbewerb startete am 15. Februar 2006 in seine Saison und endete am 26. Juli 2006. Am Ende der Saison errang der CR Flamengo aus Rio de Janeiro den Titel zum 2. Mal. Torschützenkönig wurde Valdiram vom CR Vasco da Gama mit 7 Treffern.
Höchste Siege
- CR Vasco da Gama – Botafogo FC (PB): 7:0 (22. Februar 2006 - 1. Runde Rückspiel)

## Modus
Der Modus bestand aus einem K.-o.-System. In den ersten beiden Runden bestand die Regelung, dass wenn eine Mannschaft in einem Auswärts-Hinspiel mit mindestens zwei Toren unterschied gewinnt, es kein Rückspiel gibt.
Der Paarungssieger wurde über das Torverhältnis ermittelt. Bei Gleichheit wurde die Auswärtstorregel angewandt. Stand nach heranziehen dieser kein Sieger fest, wurde dieser im Elfmeterschießen ermittelt.

## Teilnehmer
Teilnehmer waren 54 Qualifikanten aus den Staatsmeisterschaften sowie die 10 besten Teams aus dem 2005er Ranking des CBF. Die Teilnehmer an der Copa Libertadores 2006 (SC Corinthians - CBF 2.), FC São Paulo - CBF 6., SE Palmeiras CBF - 7., SC Internacional CBF - 8., Goiás EC CBF - 15. und Paulista FC CBF - 68.) nahmen nicht an dem Wettbewerb teil. Insoweit diese eine Platzierung im CBF Top-Ten Ranking hatten, nahm der nächstbeste Klub deren Startplatz ein.

### Teilnehmer aus dem CBF Ranking
| CBF-Rang | Klub             |
| -------- | ---------------- |
| 1        | Grêmio FBPA      |
| 3        | CR Vasco da Gama |
| 4        | CR Flamengo      |
| 5        | Atlético Mineiro |
| 9        | Cruzeiro EC      |
| 10       | FC Santos        |
| 11       | Fluminense FC    |
| 12       | Botafogo FR      |
| 13       | Guarani FC       |
| 14       | Coritiba FC      |

### Teilnehmer aus den Staatsmeisterschaften
| Bundesstaat         | Klub                              | Qualifizierung                |
| ------------------- | --------------------------------- | ----------------------------- |
| Acre                | Rio Branco FC (AC)                | Staatsmeister 2005            |
| Alagoas             | AS Arapiraquense                  | Staatsmeister 2005            |
| Alagoas             | Clube de Regatas Brasil           | Vize-Staatsmeister 2005       |
| Amapá               | SER São José                      | Staatsmeister 2005            |
| Amazonas            | Grêmio Atlético Coariense         | Staatsmeister 2005            |
| Amazonas            | Nacional FC (AM)                  | Vize-Staatsmeister 2005       |
| Bahia               | EC Vitória                        | Staatsmeister 2005            |
| Bahia               | EC Bahia                          | Vize-Staatsmeister 2005       |
| Brasília            | Brasiliense FC                    | Staatsmeister 2005            |
| Brasília            | Ceilândia EC                      | Vize-Staatsmeister 2005       |
| Ceará               | Fortaleza EC                      | Staatsmeister 2005            |
| Ceará               | ADRC Icasa                        | Vize-Staatsmeister 2005       |
| Espírito Santo      | SD Serra FC                       | Staatsmeister 2005            |
| Espírito Santo      | Estrela do Norte FC               | Vize-Staatsmeister 2005       |
| Goiás               | Vila Nova FC                      | Staatsmeister 2005            |
| Goiás               | Mineiros EC                       | 3. Staatsmeisterschaft 2005   |
| Maranhão            | Sociedade Imperatriz de Desportos | Staatsmeister 2005            |
| Maranhão            | Moto Club de São Luís             | Vize-Staatsmeister 2005       |
| Mato Grosso         | SE Vila Aurora                    | Staatsmeister 2005            |
| Mato Grosso         | Operário FC (MT)                  | Vize-Staatsmeister 2005       |
| Mato Grosso do Sul  | CE Nova Esperança                 | Staatsmeister 2005            |
| Mato Grosso do Sul  | Operário FC (MS)                  | Vize-Staatsmeister 2005       |
| Minas Gerais        | Ipatinga FC                       | Staatsmeisterschaft 2005      |
| Minas Gerais        | UR Trabalhadores                  | 3. Staatsmeisterschaft 2005   |
| Minas Gerais        | América Mineiro                   | Pokalsieger 2005              |
| Pará                | Paysandu SC                       | Staatsmeister 2005            |
| Pará                | Clube do Remo                     | Vize-Staatsmeister 2005       |
| Paraíba             | FC Treze                          | Staatsmeister 2005            |
| Paraíba             | Botafogo FC (PB)                  | 3. Staatsmeister 2005         |
| Paraná              | Atletico Paranaense               | Staatsmeister 2005            |
| Paraná              | Iraty SC                          | 3. Staatsmeisterschaft 2005   |
| Paraná              | Londrina EC                       | 4. Staatsmeisterschaft 2005   |
| Pernambuco          | Santa Cruz FC                     | Staatsmeister 2005            |
| Pernambuco          | Náutico Capibaribe                | Vize-Staatsmeister 2005       |
| Piauí               | Parnahyba SC                      | Vize-Staatsmeister 2005       |
| Piauí               | Piauí EC                          | 3. Staatsmeister 2005         |
| Rio de Janeiro      | Volta Redonda FC                  | Vize-Staatsmeisterschaft 2005 |
| Rio de Janeiro      | Americano FC (RJ)                 | 3. Staatsmeisterschaft 2005   |
| Rio de Janeiro      | AD Cabofriense                    | 6. Staatsmeisterschaft 2005   |
| Rio Grande do Norte | ABC Natal                         | Staatsmeister 2005            |
| Rio Grande do Norte | ACD Potiguar                      | 2. Staatspokal 2005           |
| Rio Grande do Sul   | Clube 15 de Novembro              | Vize-Staatsmeisterschaft 2005 |
| Rio Grande do Sul   | EC Novo Hamburgo                  | Copa Emídio Perondi           |
| Rio Grande do Sul   | SC Ulbra                          | 2. Staatspokal 2005           |
| Rondônia            | Vilhena EC                        | Staatsmeister 2005            |
| Roraima             | São Raimundo EC (RR)              | Staatsmeister 2005            |
| Santa Catarina      | Criciúma EC                       | Staatsmeister 2005            |
| Santa Catarina      | CA Hermann Aichinger              | Vize-Staatsmeister 2005       |
| São Paulo           | EC Santo André                    | 3. Staatsmeisterschaft 2005   |
| São Paulo           | AD São Caetano                    | 4. Staatsmeisterschaft 2005   |
| São Paulo           | EC Noroeste                       | Sieger Staatspokal 2005       |
| Sergipe             | CS Sergipe                        | Staatsmeister 2005            |
| Sergipe             | AO Itabaiana                      | Vize-Staatsmeister 2005       |
| Tocantins           | Colinas EC                        | Staatsmeister 2005            |

## Turnierverlauf

### 1. Runde
|                           | Gesamt          |                         | Hinspiel | Rückspiel |
| ------------------------- | --------------- | ----------------------- | -------- | --------- |
| AS Arapiraquense          | 2:3             | CR Flamengo             | 1:1      | 1:2       |
| Parnahyba SC              | 1:6             | ABC Natal               | 0:1      | 1:5       |
| Estrela do Norte FC       | 1:4             | Guarani FC              | 1:1      | 0:3       |
| ACD Potiguar              | 4:1             | EC Santo André          | 2:0      | 2:1       |
| CA Hermann Aichinger      | 0:3             | Atlético Mineiro        | 0:3      | -         |
| Mineiros EC               | 5:5             | Americano FC (RJ)       | 3:1      | 2:4       |
| Vilhena EC                | 1:3             | Fortaleza EC            | 1:3      | -         |
| Ceilândia EC              | 2:1             | EC Bahia                | 0:0      | 2:1       |
| Operário FC (MS)          | 2:7             | Botafogo FR             | 1:2      | 1:5       |
| SD Serra FC               | 1:3             | Ipatinga FC             | 1:3      | -         |
| ADRC Icasa                | 1:3             | Coritiba FC             | 0:0      | 1:3       |
| Rio Branco FC (AC)        | 1:5             | Náutico Capibaribe      | 0:1      | 1:4       |
| CS Sergipe                | 0:3             | FC Santos               | 0:0      | 0:3       |
| UR Trabalhadores          | 4:3             | Londrina EC             | 3:1      | 1:1       |
| São Raimundo EC (RR)      | 0:2             | Brasiliense FC          | 0:2      | -         |
| AO Itabaiana              | 1:4             | Clube do Remo           | 0:0      | 1:4       |
| Botafogo FC (PB)          | 1:8             | CR Vasco da Gama        | 1:1      | 0:7       |
| SC Ulbra                  | 2:4             | Iraty SC                | 2:4      | -         |
| AD Cabofriense            | 2:5             | AD São Caetano          | 1:1      | 1:4       |
| EC Novo Hamburgo          | 3:4             | Criciúma EC             | 2:2      | 1:2       |
| Moto Club de São Luís     | 1:3             | Atletico Paranaense     | 1:3      | -         |
| Volta Redonda FC          | 3:3 (7:6 i. E.) | América Mineiro         | 2:1      | 1:2       |
| Piauí EC                  | 1:6             | Grêmio FBPA             | 1:2      | 0:4       |
| Clube 15 de Novembro      | 4:3             | EC Noroeste             | 4:1      | 0:2       |
| Operário FC (MT)          | 3:6             | Fluminense FC           | 2:3      | 1:3       |
| CE Nova Esperança         | 5:2             | FC Treze                | 2:1      | 3:1       |
| Colinas EC                | 0:2             | Paysandu SC             | 0:2      | -         |
| Grêmio Atlético Coariense | 2:5             | Vila Nova FC            | 2:5      | -         |
| Nacional FC (AM)          | 2:5             | Cruzeiro EC             | 2:5      | -         |
| SER São José              | 0:4             | Clube de Regatas Brasil | 0:1      | 0:3       |
| SE Vila Aurora            | 0:1             | Santa Cruz FC           | 0:0      | 0:1       |
| SD Imperatriz             | 3:6             | EC Vitória              | 1:1      | 2:5       |

### 2. Runde
|                         | Gesamt          |                     | Hinspiel | Rückspiel |
| ----------------------- | --------------- | ------------------- | -------- | --------- |
| ABC Natal               | 0:5             | CR Flamengo         | 0:1      | 0:4       |
| ACD Potiguar            | 0:4             | Guarani FC          | 0:4      | -         |
| Mineiros EC             | 4:6             | Atlético Mineiro    | 3:2      | 1:4       |
| Ceilândia EC            | 2:4             | Fortaleza EC        | 1:1      | 1:3       |
| Ipatinga FC             | 6:1             | Botafogo FR         | 3:0      | 3:1       |
| Náutico Capibaribe      | 2:0             | Coritiba FC         | 2:0      | 0:0       |
| UR Trabalhadores        | 1:3             | FC Santos           | 1:3      | -         |
| Brasiliense FC          | 4:1             | Clube do Remo       | 3:1      | 1:0       |
| Iraty SC                | 3:7             | CR Vasco da Gama    | 2:2      | 1:5       |
| AD São Caetano          | 4:5             | Criciúma EC         | 4:1      | 0:4       |
| Volta Redonda FC        | 2:1             | Atletico Paranaense | 2:1      | 0:0       |
| Clube 15 de Novembro    | 1:1 (6:5 i. E.) | Grêmio FBPA         | 1:0      | 0:1       |
| CE Nova Esperança       | 3:5             | Fluminense FC       | 3:5      | -         |
| Vila Nova FC            | 3:2             | Paysandu SC         | 3:1      | 0:1       |
| Clube de Regatas Brasil | 0:2             | Cruzeiro EC         | 0:2      | -         |
| Santa Cruz FC           | 4:5             | EC Vitória          | 2:2      | 2:3       |

### Turnierplan ab Achtelfinale
|  | Achtelfinale       | Achtelfinale     | Achtelfinale |               |   | Viertelfinale | Viertelfinale | Viertelfinale |  |  | Halbfinale | Halbfinale | Halbfinale |  |  | Finale | Finale | Finale |
|  |                    |                  |              |               |   |               |               |               |  |  |            |            |            |  |  |        |        |        |
|  | CR Flamengo        | 5                | 0            |               |   |               |               |               |  |  |            |            |            |  |  |        |        |        |
|  | Guarani FC         | 1                | 1            |               |   |               |               |               |  |  |            |            |            |  |  |        |        |        |
|  | Guarani FC         | 1                | 1            | CR Flamengo   | 4 | 0             |               |               |  |  |            |            |            |  |  |        |        |        |
|  |                    |                  |              | CR Flamengo   | 4 | 0             |               |               |  |  |            |            |            |  |  |        |        |        |
|  |                    | Atlético Mineiro | 1            | 0             |   |               |               |               |  |  |            |            |            |  |  |        |        |        |
|  | Atlético Mineiro   | Atlético Mineiro | 1            | 0             | 0 | 3             |               |               |  |  |            |            |            |  |  |        |        |        |
|  | Atlético Mineiro   |                  |              |               | 0 | 3             |               |               |  |  |            |            |            |  |  |        |        |        |
|  | Fortaleza EC       | 2                | 1            |               |   |               |               |               |  |  |            |            |            |  |  |        |        |        |
|  | Fortaleza EC       | 2                | 1            | CR Flamengo   | 1 | 2             |               |               |  |  |            |            |            |  |  |        |        |        |
|  |                    |                  |              |               |   |               |               |               |  |  |            |            |            |  |  |        |        |        |
|  |                    | Ipatinga FC      | 1            | 1             |   |               |               |               |  |  |            |            |            |  |  |        |        |        |
|  | Ipatinga FC        | Ipatinga FC      | 1            | 1             | 3 | 3             |               |               |  |  |            |            |            |  |  |        |        |        |
|  | Ipatinga FC        |                  |              |               | 3 | 3             |               |               |  |  |            |            |            |  |  |        |        |        |
|  | Náutico Capibaribe | 1                | 1            |               |   |               |               |               |  |  |            |            |            |  |  |        |        |        |
|  | Náutico Capibaribe | 1                | 1            | Ipatinga FC   | 1 | 1 (5)         |               |               |  |  |            |            |            |  |  |        |        |        |
|  |                    |                  |              | Ipatinga FC   | 1 | 1 (5)         |               |               |  |  |            |            |            |  |  |        |        |        |
|  |                    | FC Santos        | 1            | 1 (3)         |   |               |               |               |  |  |            |            |            |  |  |        |        |        |
|  | FC Santos          | FC Santos        | 1            | 1 (3)         | 2 | 1             |               |               |  |  |            |            |            |  |  |        |        |        |
|  | FC Santos          |                  |              |               | 2 | 1             |               |               |  |  |            |            |            |  |  |        |        |        |
|  | Brasiliense FC     | 1                | 1            |               |   |               |               |               |  |  |            |            |            |  |  |        |        |        |
|  | Brasiliense FC     | 1                | 1            | CR Flamengo   | 2 | 1             |               |               |  |  |            |            |            |  |  |        |        |        |
|  |                    |                  |              |               |   |               |               |               |  |  |            |            |            |  |  |        |        |        |
|  |                    | Vasco            | 0            | 0             |   |               |               |               |  |  |            |            |            |  |  |        |        |        |
|  | Criciúma EC        | Vasco            | 0            | 0             | 1 | 0             |               |               |  |  |            |            |            |  |  |        |        |        |
|  | Criciúma EC        |                  |              |               | 1 | 0             |               |               |  |  |            |            |            |  |  |        |        |        |
|  | Vasco              | 2                | 1            |               |   |               |               |               |  |  |            |            |            |  |  |        |        |        |
|  | Vasco              | 2                | 1            | Vasco         | 0 | 2             |               |               |  |  |            |            |            |  |  |        |        |        |
|  |                    |                  |              | Vasco         | 0 | 2             |               |               |  |  |            |            |            |  |  |        |        |        |
|  |                    | Volta Redonda FC | 0            | 1             |   |               |               |               |  |  |            |            |            |  |  |        |        |        |
|  | Volta Redonda FC   | Volta Redonda FC | 0            | 1             | 1 | 1             |               |               |  |  |            |            |            |  |  |        |        |        |
|  | Volta Redonda FC   |                  |              |               | 1 | 1             |               |               |  |  |            |            |            |  |  |        |        |        |
|  | 15 de Novembro     | 0                | 2            |               |   |               |               |               |  |  |            |            |            |  |  |        |        |        |
|  | 15 de Novembro     | 0                | 2            | Vasco         | 1 | 1             |               |               |  |  |            |            |            |  |  |        |        |        |
|  |                    |                  |              |               |   |               |               |               |  |  |            |            |            |  |  |        |        |        |
|  |                    | Fluminense FC    | 0            | 1             |   |               |               |               |  |  |            |            |            |  |  |        |        |        |
|  | Vila Nova FC       | Fluminense FC    | 0            | 1             | 2 | 0             |               |               |  |  |            |            |            |  |  |        |        |        |
|  | Vila Nova FC       |                  |              |               | 2 | 0             |               |               |  |  |            |            |            |  |  |        |        |        |
|  | Fluminense FC      | 2                | 4            |               |   |               |               |               |  |  |            |            |            |  |  |        |        |        |
|  | Fluminense FC      | 2                | 4            | Fluminense FC | 3 | 1             |               |               |  |  |            |            |            |  |  |        |        |        |
|  |                    |                  |              | Fluminense FC | 3 | 1             |               |               |  |  |            |            |            |  |  |        |        |        |
|  |                    | Cruzeiro EC      | 2            | 0             |   |               |               |               |  |  |            |            |            |  |  |        |        |        |
|  | EC Vitória         | Cruzeiro EC      | 2            | 0             | 2 | 0             |               |               |  |  |            |            |            |  |  |        |        |        |
|  | EC Vitória         |                  |              |               | 2 | 0             |               |               |  |  |            |            |            |  |  |        |        |        |
|  | Cruzeiro EC        | 1                | 4            |               |   |               |               |               |  |  |            |            |            |  |  |        |        |        |

## Finalspiele

### Hinspiel
| CR Flamengo                                | CR Flamengo | CR Vasco da Gama | CR Vasco da Gama |
| ------------------------------------------ | --- | --- | ---------------- |
| CR Flamengo                                | \| 19. Juli 2006 in Rio de Janeiro (Maracanã) \| \| Ergebnis: 2:0 (0:0) \| \| Zuschauer: 43.955 \| \| Schiedsrichter: Leonardo Gaciba \|                                                                  | \| 19. Juli 2006 in Rio de Janeiro (Maracanã) \| \| Ergebnis: 2:0 (0:0) \| \| Zuschauer: 43.955 \| \| Schiedsrichter: Leonardo Gaciba \|                         | CR Vasco da Gama |
| CR Flamengo                                | Diego, Léo Moura, Renato Silva (56. Obina), Fernando Santos, Ronaldo Angelim, Juan, Jônatas Domingos, Toró (71. Júnior), Renato Abreu, Renato Augusto (71. Rodrigo Arroz), Luizão Cheftrainer: Ney Franco | Cássio, Wagner Diniz, Jorge Luiz, Fábio Braz. Diego, Ives, Andrade, Ramon Menezes (59. Abedi), Morais, Valdiram (78. Ernane), Edílson Cheftrainer: Renato Gaúcho | CR Vasco da Gama |
| CR Flamengo                                | 1:0 Obina (60.) 2:0 Luizão (62.) | | CR Vasco da Gama |
| CR Flamengo                                | Ronaldo Angelim, Renato Abreu | Ives, Andrade, Ramon Menezes | CR Vasco da Gama |
| 19. Juli 2006 in Rio de Janeiro (Maracanã) | | |                  |
| Ergebnis: 2:0 (0:0)                        | | |                  |
| Zuschauer: 43.955                          | | |                  |
| Schiedsrichter: Leonardo Gaciba            | | |                  |

### Rückspiel
| CR Vasco da Gama                           | CR Vasco da Gama | CR Flamengo | CR Flamengo |
| ------------------------------------------ | --- | --- | ----------- |
| CR Vasco da Gama                           | \| 26. Juli 2006 in Rio de Janeiro (Maracanã) \| \| Ergebnis: 0:1 (0:1) \| \| Zuschauer: 45.459 \| \| Schiedsrichter: Carlos Simon \|                                           | \| 26. Juli 2006 in Rio de Janeiro (Maracanã) \| \| Ergebnis: 0:1 (0:1) \| \| Zuschauer: 45.459 \| \| Schiedsrichter: Carlos Simon \|                                                                       | CR Flamengo |
| CR Vasco da Gama                           | Cássio, Wagner Diniz, Jorge Luiz, Fábio Braz. Diego, Ygor, Andrade (32. Abedi), Ramon Menezes (Valdiram), Morais (57. Ernane), Valdir Papel, Edílson Cheftrainer: Renato Gaúcho | Diego, Léo Moura, Renato Silva, Fernando Santos (Léo Oliveira), Rodrigo Arroz, Juan, Jônatas Domingos, Toró (19. Obina), Renato Abreu, Renato Augusto (77. Horacio Peralta), Luizão Cheftrainer: Ney Franco | CR Flamengo |
| CR Vasco da Gama                           | 0:1 Juan (28.) | | CR Flamengo |
| CR Vasco da Gama                           | Diniz, Morais, Abedi | Fernando Santos, Toró, Renato Augusto, Luizão | CR Flamengo |
| CR Vasco da Gama                           | Valdir Papel (16.) | | CR Flamengo |
| 26. Juli 2006 in Rio de Janeiro (Maracanã) | | |             |
| Ergebnis: 0:1 (0:1)                        | | |             |
| Zuschauer: 45.459                          | | |             |
| Schiedsrichter: Carlos Simon               | | |             |

## Die Meistermannschaft
| 2. | CR Flamengo |
|    | - Tor: Diego, Getúlio Vargas, Bruno, Marcelo Lomba - Abwehr: Hélder, Thiago Campos, Robson, Léo Moura, Ronaldo Angelim, André Santos, Rodrigo Arroz, Marlon, Egídio, Léo Matos, Emerson Silva, Juan, Marcelinho, Fernando Santos, André - Mittelfeld: Goeber, Léo Oliveira, Elan, Walter Minhoca, Paulinho Jaú, Júnior, Renato Abreu, Thiago Coimbra, Rodrigo Broa, Marabá, Marcinho Pitbull, Léo Medeiros, Célio Júnior, William Amendoim, Jônatas Domingos, Toró, Renato Augusto, Diego Souza, Felipe Dias, Rômulo Noronha - Angriff: Gilmar, João Alex, Marcelo Macedo, Geninho, Diego Silva, Luizão, Fellype Gabriel, Obina, Horacio Peralta, Bruno Mezenga, Diego Oliveira, César Ramírez, Vinícius Pacheco, Deni |

## Torschützenliste
| Pl. | Nat.        | Spieler       | Verein        | Tore   |
| --- | ----------- | ------------- | ------------- | ------ |
| 1   | Brasilianer | Valdiram      | Vasco da Gama | 7 Tore |
| 2   | Brasilianer | Giovane Élber | Cruzeiro      | 6 Tore |
| 2   | Brasilianer | Renato Abreu  | Flamengo      | 6 Tore |
| 4   | Brasilianer | Lenny         | Fluminense    | 5 Tore |
| 4   | Brasilianer | Silvio Mendes | Vitória       | 5 Tore |
| 4   | Brasilianer | Netinho       | Náutico       | 5 Tore |
| 4   | Brasilianer | Rinaldo       | Fortaleza     | 5 Tore |

## Zuschauer
Das Erstrunden-Rückspiel zwischen dem Londrina EC gegen UR Trabalhadores am 22. Februar 2006 fand unter Ausschluss des Publikums statt. Ebenso in derselben Phase des Wettbewerbs das Rückspiel zwischen dem FC Treze und CE Nova Esperança am 8. März 2006.
Meistbesuchte Spiele
| Pl. | Anzahl | Heim             | Ergebnis | Gast        | Stadion  | Datum         | Spieltag                |
| --- | ------ | ---------------- | -------- | ----------- | -------- | ------------- | ----------------------- |
| 1   | 45.459 | Vasco            | 0:1      | Flamengo    | Maracanã | 26. Juli 2006 | Finale Rückspiel        |
| 2   | 44.746 | Atlético Mineiro | 0:0      | Flamengo    | Mineirão | 3. Mai 2006   | Viertelfinale Rückspiel |
| 3   | 44.655 | Flamengo         | 2:1      | Ipatinga FC | Maracanã | 18. Mai 2006  | Halbfinale Rückspiel    |

Wenigsten besuchten Spiele
| Pl. | Anzahl | Heim              | Ergebnis | Gast     | Stadion  | Datum            | Spieltag          |
| --- | ------ | ----------------- | -------- | -------- | -------- | ---------------- | ----------------- |
| 1   | 110    | SC Ulbra          | 2:4      | Iraty SC | Ulbra    | 15. Februar 2006 | 1. Runde Hinspiel |
| 2   | 392    | Ceilândia EC      | 0:0      | EC Bahia | Coutinho | 22. Februar 2006 | 1. Runde Hinspiel |
| 3   | 430    | CE Nova Esperança | 2:1      | FC Treze | Morenão  | 22. Februar 2006 | 1. Runde Hinspiel |